# 北方普度鹿
北方普度鹿（学名：Pudu mephistophiles），又名北普度鹿，是鹿科普度鹿属的一種普度鹿。为濒危野生动植物种国际贸易公约附录II所列的保护动物。

## 分佈地
北方普度鹿分佈在安地斯山脈北方，即哥倫比亞、厄瓜多爾及秘魯。

## 外表
北方普度鹿細小、敦實及寂靜。牠們的身體圓小，四肢細緻，鹿角短而只有簡單的主幹。牠們的毛呈深褐色，毛質厚而密，可以在穿過叢林時提供保護。牠們的耳朵圓小，尾巴很短。
北方普度鹿的體長60-80厘米，肩高達35厘米，尾巴長2-3厘米，重8-10公斤。

## 行為
北方普度鹿主要吃潮濕森林的下層植物，包括蕨類及葉子。由於牠們的食物充滿水份，牠們很少會喝水。牠們會在同一位置排便，堆成糞堆，可能是用來劃定地盤。

## 保育狀況
北方普度鹿易危，主因是失去棲息地、被掠食及與入侵的歐洲鹿種競爭所致。